# Ашага-Стал-Казмаляр
Ашага-Стал-Казмаляр (лезг. Агъа Стӏалрин Къазмаяр) — село в Сулейман-Стальском районе Дагестана. Входит в состав Ашага-Стальского сельского поселения..

## География
Село расположено в центральной части Сулейман-Стальского района на левом берегу реки Гюльгеричай (СтIал вацI) по трассе «Касумкент-Дербент». Ближайшие населённые пункты Ашага-Стал, 2-отд. свх. Герейхановское, Касумкент. К югу от села на противоположном берегу реки Гюльгеричай (СтIал вацI) находится основание Испикского нагорья Самурского хребта. Господствующая вершина к северу от села — гора Гюинкиль 506,8 м.
Расположено в 150 км к югу от Махачкалы.

## История
Село основано переселенцами из села Ашага-Стал.

## Население
| 1926 | 1939 | 1970  | 1989  | 2002  | 2010  | 2021  |
| ---- | ---- | ----- | ----- | ----- | ----- | ----- |
| 264  | ↘236 | ↗1209 | ↗1451 | ↗2732 | ↗2978 | ↗3224 |